# Västerled
För andra betydelser, se Västerled (olika betydelser).

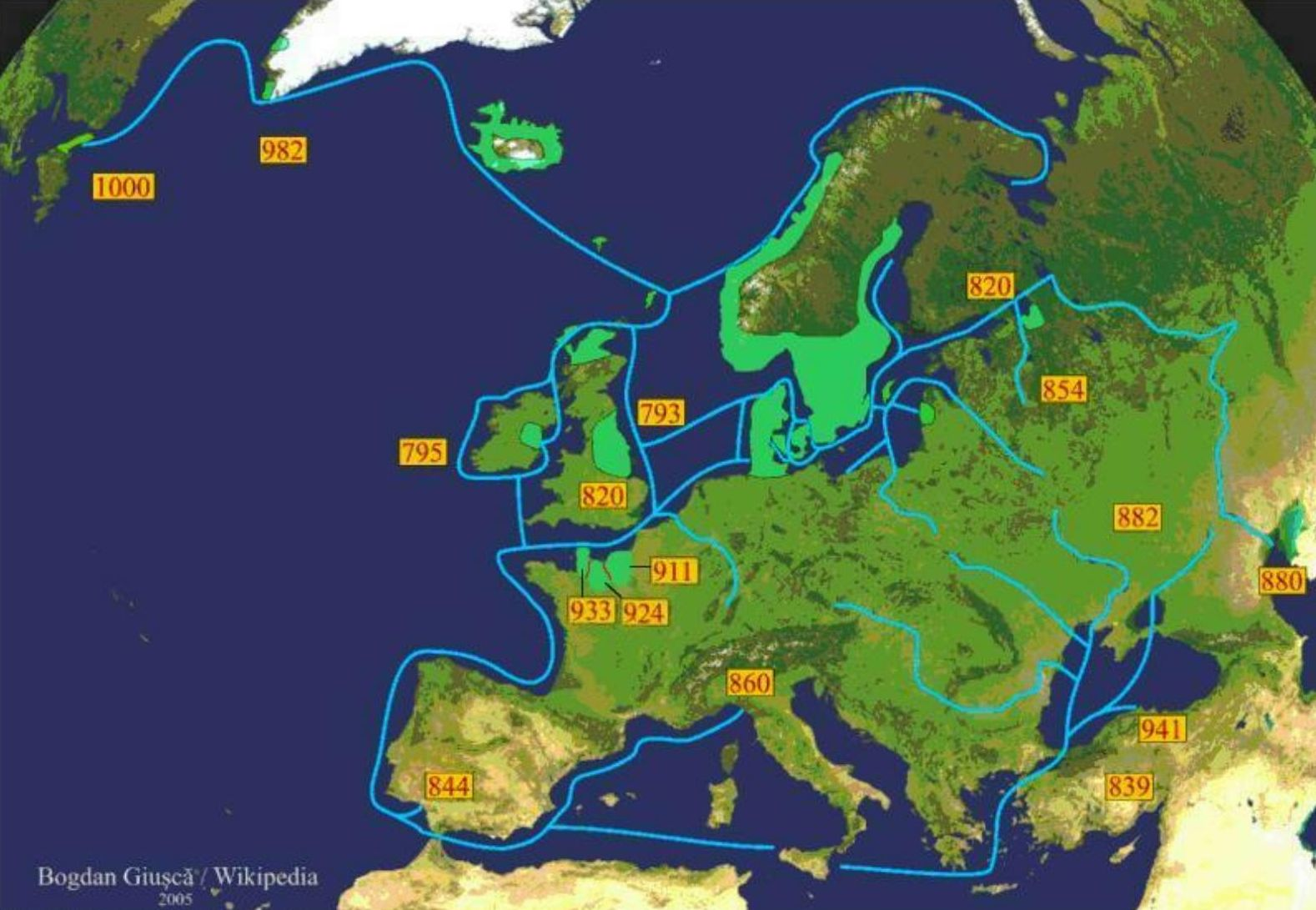
Rutter och år för viktiga vikingaresor. Rutter gående väster om Sverige kan kallas västerled.

Västerled eller västerväg (runsvenska: vestrvegʀ) kallas färd i västlig riktning och har historiskt varit begrepp om de vikingatida farleder som gick från Norden till de brittiska öarna och Frankrike, vidare till Island, Grönland och Vinland (Nordamerika) i norr, eller Spanien, Medelhavet och Italien i syd, vidare till Bysantiska riket anknytandes österled. Man brukar tala om fara i västerled alternativt fara i västerväg, även härja i västerväg (fornnordiska: herja í vestrveg).
Motsatsen kallas österled.